# Berthold Goldschmidt

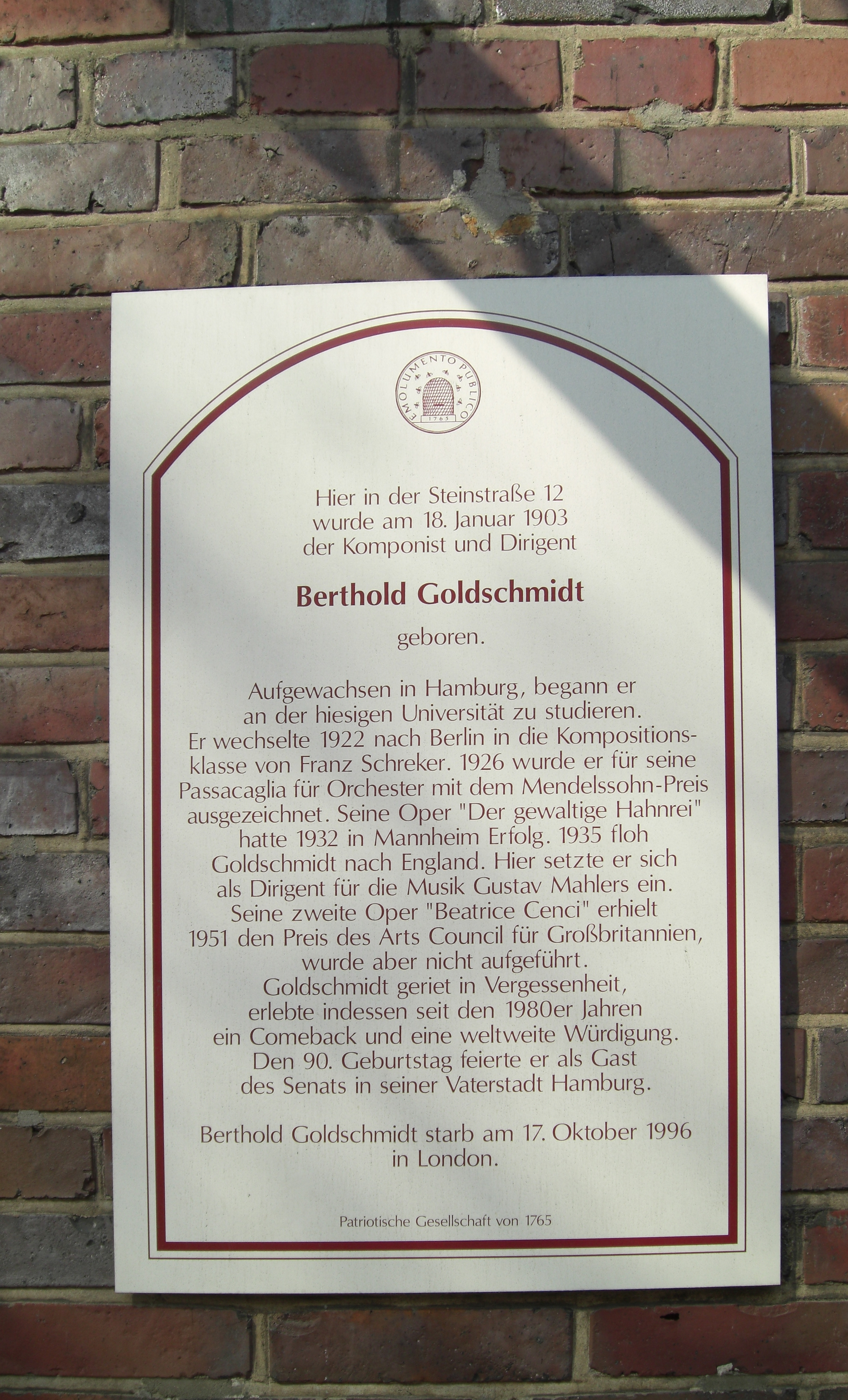
Gedenktafel für Berthold Goldschmidt, Hamburg, Steinstraße 12

Berthold Goldschmidt (geboren 18. Januar 1903 in Hamburg; gestorben 17. Oktober 1996 in London) war ein deutsch-britischer Komponist. Nach vielversprechendem Beginn seiner Laufbahn in Deutschland wurde er als Jude 1935 von den Nationalsozialisten zur Emigration nach England gezwungen.

## Leben
Berthold Goldschmidt wuchs als Sohn einer Kaufmannsfamilie in Hamburg auf. Er erhielt früh Musikunterricht. Sein späteres Schaffen prägten Orgelkonzerte Alfred Sittards in der Hauptkirche Sankt Michaelis. 1922 bestand er in Hamburg die Abiturprüfung und studierte danach ein Semester Kunstgeschichte und Philosophie an der Universität Hamburg.
Anschließend wechselte er zur Berliner Hochschule für Musik, wo er bis 1926 Kurse in Komposition und Dirigieren belegte. Seine Lehrer waren Rudolf Krasselt, Julius Prüwer und Franz Schreker. 1925 gewann er den Mendelssohn-Preis mit seiner Passacaglia für Orchester op.4, die von Erich Kleiber uraufgeführt wurde. Schon während des Studiums wurde er dessen Assistent und war an dessen Uraufführung der Oper Wozzeck von Alban Berg am 14. Dezember 1925 beteiligt. In den Wozzeck-Aufführungen spielte er die Celesta – ein Instrument, dessen Part er auch bei einigen anderen wichtigen Werken der so genannten Zweiten Wiener Schule übernahm; beispielsweise bei den Gurre-Liedern von Arnold Schönberg oder der Uraufführung von Anton Weberns Passacaglia op.1.
Werke von Goldschmidt wurden in Chemnitz, Oldenburg, Wien und Genf aufgeführt. Es folgte in Mannheim die Uraufführung seiner ersten Oper Der gewaltige Hahnrei im Jahr 1932. Zu geplanten Wiederaufnahmen des Werks in Berlin für 1933 kam es nicht mehr.
Goldschmidt, „eine der großen Hoffnungen der deutschen Musik vor 1933“ (Hans Ferdinand Redlich), konnte 1935 nach England fliehen und musste wie viele Emigranten neu anfangen. Der Emigrant Martin Esslin schrieb 1949 für ihn das Libretto für die Oper Beatrice Cenci nach Shelley. Die Oper wurde allerdings erst 1988 bei einem Festival in London zusammen mit anderen Opern von Emigranten konzertant uraufgeführt. Dieses Festival stand unter der Leitung von Odaline de la Martinez, die Beatrice Cenci selbst dirigierte.
Bis in die achtziger Jahre war er als Komponist vergessen. Zwischen 1958 und 1982 entstand nur eine einzige Komposition. In dieser Zeit arbeitete er auch als Dirigent und engagierte sich für die Musik Gustav Mahlers, aus dessen Fragmenten zu einer 10. Sinfonie er zusammen mit Deryck Cooke 1964 eine Aufführungsversion erstellte, die bis heute immer wieder gespielt wird.
Mit seiner Wiederentdeckung standen fast 20 Werke zur Verfügung, die international und auch wieder in Berlin, uraufgeführt wurden. Auch seine Oper Der gewaltige Hahnrei wurde 1994 nach über 60 Jahren in Berlin aufgeführt und ist inzwischen wie zahlreiche andere Werke auf Tonträgern verfügbar. Ein bemerkenswertes Spätwerk entstand bis zu seinem Tod im Jahr 1996, darunter ein Streichtrio, zwei Streichquartette und einige Lieder und Violinstücke.
1993 wurde Goldschmidt mit dem Deutschen Kritikerpreis ausgezeichnet.

## Werke
Auswahl aus über 70 Werken, die zum Teil verschollen sind:

### Klavier
- 1926: Sonate op. 10, 1929 bei den VII. Weltmusiktagen der Internationalen Gesellschaft für Neue Musik (ISCM World Music Days) in Genf aufgeführt.[5][6]
- 1927: Capriccio op. 11

### Oper
- 1930: Der gewaltige Hahnrei op. 14
- 1948/1950: Beatrice Cenci

### Lieder
- 1933: Zwei Gesänge aus „Melancolie“ von Christian Morgenstern für mittlere Stimme und Klavier op. 27
- ca. 1942: Der Verflossene (Cabaret Song) für Gesang und Klavier
- 1957/58: Mediterranean Songs

### Kammermusik
- 1925/26: Streichquartett Nr. 1 op. 8
- 1936: Streichquartett Nr. 2
- 1982/83: Quartett für Klarinette, Violine, Viola und Violoncello
- 1985: Klaviertrio
- 1988/1989: Streichquartett Nr. 3
- 1992: Streichquartett Nr. 4

### Orchesterwerke
- 1926: Passacaglia für Orchester op. 4
- 1953: Konzert für Violoncello und Orchester op. 23
- 1953/54: Konzert für Klarinette und Orchester
- 1995/1996: Deux Nocturne. Dramatic Aria for Soprano and Orchestra

## Video
- Berthold Goldschmidt: In den 20er Jahren gehörte ich zur Avantgarde. Der Komponist Berthold Goldschmidt im Gespräch mit Reinhold Jaretzky (1994).